# Xystrota oslinaria
Xystrota oslinaria là một loài bướm đêm trong họ Geometridae.